# Steppenwolf (Band)
Steppenwolf ist eine US-amerikanisch-kanadische Hard-Rock-Band der späten 1960er und frühen 1970er Jahre. Ihre erfolgreichsten Lieder waren Born to Be Wild, Magic Carpet Ride und The Pusher.

## Bandgeschichte
Der Frontmann und Sänger John Kay wurde als Joachim Fritz Krauledat am 12. April 1944 als Deutscher in Tilsit (Ostpreußen) geboren. Als er vier Jahre alt war, floh seine Mutter mit ihm aus der sowjetischen Besatzungszone nach Hannover. Dieses Erlebnis wurde im Lied Renegade auf dem Album Steppenwolf Seven verarbeitet. Nach zehn Jahren in Westdeutschland, wo der junge Joachim über die Soldatensender BFN und AFN den Rock’n’Roll kennenlernte, emigrierte die Familie 1958 nach Kanada.
Kays erster Band The Sparrow, einer experimentierenden Folk-Gruppe im Torontoer Stadtteil Yorkville und später in San Francisco, war wenig Erfolg beschieden, und so formierte Kay die Band neu mit dem Schlagzeuger Jerry Edmonton, dem Keyboarder Goldy McJohn, dem 17-jährigen Nachwuchs-Gitarristen Michael Monarch und dem Bassisten Rushton Moreve. Andere Quellen benennen den ebenfalls deutschstämmigen Bassisten Nick St. Nicholas als Gründungsmitglied. Er war Mitglied bei The Sparrow und hatte die Band bereits verlassen, als aus ihr Steppenwolf wurde. Zu dieser Zeit spielte er bei T.I.M.E. Nach dem Weggang Moreves kehrte er zurück und ersetzte ihn. Der Name „Steppenwolf“ wurde nach dem gleichnamigen Roman Hermann Hesses gewählt. In nur vier Tagen wurde 1968 das Debüt-Album Steppenwolf aufgenommen.
Der von dem ehemaligen Sparrow-Mitglied Dennis Edmonton, Bruder von Schlagzeuger Jerry Edmonton, als Mars Bonfire geschriebene Song Born to Be Wild (US No. 2 der Billboard Hot 100) wurde 1968 der erste Hit der Band. Als dieses Lied im Jahr 1969 im Road Movie Easy Rider die Titelsequenz mit den über die Colorado-Brücke und die Route 66 fahrenden Harley-Davidson-Motorrädern begleitete, wurde die Band schlagartig weltberühmt. Im Film wurde außerdem mit dem Song The Pusher ein Drogendeal untermalt, dessen Gewinn in Form von Dollar-Noten symbolträchtig in dem mit der US-Flagge bemalten Benzintank versteckt wird. Das Lied stammt im Original vom Country-Sänger und Schauspieler Hoyt Axton; es richtet sich gegen den profitorientierten Drogenhandel, verteidigt jedoch das individuelle Recht auf Drogenkonsum. Auch in Live-Auftritten, wie etwa im Musikladen, verkörperte John Kay das Image des grimmigen Rockers und Outlaws in schwarzem Leder mit dunkler Sonnenbrille. Die Brille trägt er allerdings aufgrund einer angeborenen Achromatopsie; er gilt als legally blind (blind nach gesetzlicher Regelung, seine Sehstärke liegt bei 21 %) und darf somit auch keinen Führerschein erwerben.
Die Band hatte weitere Erfolge mit den Liedern Magic Carpet Ride (US 3), Hey Lawdy Mama (US 35), Rock Me (US 10) und Monster (US 39), mit dem das Amerika der Nixon-Ära kritisiert wurde. Im Jahr 1972 brach sie nach turbulenten Jahren mit mehreren Umbesetzungen auseinander. Kay begann eine Solo-Karriere (Alben Forgotten Songs And Unsung Heroes von 1972 und My Sportin' Life von 1973). Mitte der 1970er Jahre traten Steppenwolf noch einmal im Rahmen einer Tour auf, um sich dann nach Veröffentlichung dreier Studioalben zwischen 1974 und 1976 abermals zu trennen. John Kay brachte im Jahr 1978 ein weiteres Soloalbum mit dem Titel All In Good Time heraus. Nachdem einige der vielen ehemaligen Bandmitglieder den Namen für eigene Projekte genutzt hatten, sicherte sich Kay die Rechte und tritt seither als John Kay and Steppenwolf auf. Die verschworene Anhängerschaft der Band bezeichnet sich als Wolf Pack („Wolfsrudel“). Im Jahr 2012 feierten JOHN KAY & STEPPENWOLF das 45-jährige Bandbestehen.
Im Jahr 1974 traf sich ein Fragment der Gründungsmitglieder, bestehend aus John Kay, Jerry Edmonton und Goldy McJohn, mit dem Bassisten George Biondo und dem Leadgitarristen Bobby Cochran in John Kays Privatstudio „Sound Factory“ und nahm die Tracks zur LP Slow Flux auf. Der Mixdown erfolgte dann mit Unterstützung von Dave Hassinger und das endgültige Mastering wurde im „The Mastering Lab“ vollzogen. Die LP besteht aus den Songs Gang War Blues, Children of Night, Justice don’t be slow, Get into the Wind, Jeraboah, Straight shootin' Woman (US 29), Smokey Factory Blues (geschrieben von Albert Hammond/Mike Hazlewood), Morning Blue, A fool’s Fantasy und Fishin' in the Dark. Die LP kostete damals in London 1,95 Pfund.
Da Kay die Band nach dem Roman Hermann Hesses benannt hatte, lud Hesses Geburtsstadt Calw ihn im Jahr 2002 zum Internationalen Hermann-Hesse-Festival ein, bei dem auch andere von Hesse inspirierte Gruppen, wie z. B. Anyone’s Daughter, auftraten.

## Sonstiges
Die Songs Born to Be Wild, The Pusher und Magic Carpet Ride fanden in zahlreichen Film-Soundtracks Verwendung. 2024 erschien der Dokumentarfilm Born to be wild. Eine Band namens Steppenwolf (Deutschland/Kanada), Regie und Drehbuch Oliver Schwehm, 97 Minuten.

## Diskografie

### Studioalben
| Jahr | Titel                  | Höchstplatzierung, Gesamtwochen/‑monate, AuszeichnungChartplatzierungen (Jahr, Titel, Platzierungen, Wochen/Monate, Auszeichnungen, Anmerkungen) | Höchstplatzierung, Gesamtwochen/‑monate, AuszeichnungChartplatzierungen (Jahr, Titel, Platzierungen, Wochen/Monate, Auszeichnungen, Anmerkungen) | Höchstplatzierung, Gesamtwochen/‑monate, AuszeichnungChartplatzierungen (Jahr, Titel, Platzierungen, Wochen/Monate, Auszeichnungen, Anmerkungen) | Höchstplatzierung, Gesamtwochen/‑monate, AuszeichnungChartplatzierungen (Jahr, Titel, Platzierungen, Wochen/Monate, Auszeichnungen, Anmerkungen) | Anmerkungen                             |
| Jahr | Titel                  | DE | UK | US | CA | Anmerkungen                             |
| ---- | ---------------------- | --- | --- | --- | --- | --------------------------------------- |
| 1968 | Steppenwolf            | DE34 (1 Mt.)DE | UK59 (2 Wo.)UK | US6 Gold · (87 Wo.)US | CA1 (11 Wo.)CA | Erstveröffentlichung: 29. Januar 1968   |
| 1968 | The Second             | DE23 (3 Mt.)DE | — | US3 Gold · (52 Wo.)US | CA2 (25 Wo.)CA | Erstveröffentlichung: Oktober 1968      |
| 1969 | At Your Birthday Party | — | — | US7 (29 Wo.)US | CA12 (12 Wo.)CA | Erstveröffentlichung: März 1969         |
| 1969 | Monster                | DE27 (2 Mt.)DE | UK43 (4 Wo.)UK | US17 Gold · (46 Wo.)US | CA12 (19 Wo.)CA | Erstveröffentlichung: November 1969     |
| 1970 | Steppenwolf 7          | — | — | US19 Gold · (17 Wo.)US | CA14 (18 Wo.)CA | Erstveröffentlichung: November 1970     |
| 1971 | For Ladies Only        | — | — | US54 (11 Wo.)US | CA18 (16 Wo.)CA | Erstveröffentlichung: 10. Juli 1971     |
| 1974 | Slow Flux              | — | — | US47 (12 Wo.)US | CA20 (9 Wo.)CA | Erstveröffentlichung: 30. August 1974   |
| 1975 | Hour of the Wolf       | — | — | US155 (4 Wo.)US | — | Erstveröffentlichung: 1. September 1975 |
| 1976 | Skullduggery           | — | — | — | — | Erstveröffentlichung: 1. Mai 1976       |

als John Kay & Steppenwolf
- 1982: Wolf Tracks
- 1984: Paradox
- 1987: Rock & Roll Rebels
- 1990: Rise & Shine
- 1996: Feed The Fire

### Livealben
| Jahr | Titel             | Höchstplatzierung, Gesamtwochen/‑monate, AuszeichnungChartplatzierungen (Jahr, Titel, Platzierungen, Wochen/Monate, Auszeichnungen, Anmerkungen) | Höchstplatzierung, Gesamtwochen/‑monate, AuszeichnungChartplatzierungen (Jahr, Titel, Platzierungen, Wochen/Monate, Auszeichnungen, Anmerkungen) | Höchstplatzierung, Gesamtwochen/‑monate, AuszeichnungChartplatzierungen (Jahr, Titel, Platzierungen, Wochen/Monate, Auszeichnungen, Anmerkungen) | Höchstplatzierung, Gesamtwochen/‑monate, AuszeichnungChartplatzierungen (Jahr, Titel, Platzierungen, Wochen/Monate, Auszeichnungen, Anmerkungen) | Anmerkungen                                                                   |
| Jahr | Titel             | DE | UK | US | CA | Anmerkungen                                                                   |
| ---- | ----------------- | --- | --- | --- | --- | ----------------------------------------------------------------------------- |
| 1969 | Early Steppenwolf | DE31 (1 Mt.)DE | — | US29 (19 Wo.)US | CA26 (9 Wo.)CA | Erstveröffentlichung: Juli 1969 noch als The Sparrow im Jahr 1967 aufgenommen |
| 1970 | Steppenwolf Live  | — | UK15 (14 Wo.)UK | US7 Gold · (53 Wo.)US | CA6 (28 Wo.)CA | Erstveröffentlichung: April 1970                                              |

als John Kay & Steppenwolf
- 1981: Live In London
- 1995: Live At 25
- 2004: Live In Louisville

### Kompilationen
| Jahr | Titel                                          | Höchstplatzierung, Gesamtwochen, AuszeichnungChartplatzierungen (Jahr, Titel, Platzierungen, Wochen, Auszeichnungen, Anmerkungen) | Höchstplatzierung, Gesamtwochen, AuszeichnungChartplatzierungen (Jahr, Titel, Platzierungen, Wochen, Auszeichnungen, Anmerkungen) | Anmerkungen                                                                        |
| Jahr | Titel                                          | US | CA | Anmerkungen                                                                        |
| ---- | ---------------------------------------------- | --- | --- | ---------------------------------------------------------------------------------- |
| 1971 | Gold: Their Great Hits                         | US24 Gold · (36 Wo.)US | CA19 (34 Wo.)CA | Erstveröffentlichung: März 1971                                                    |
| 1972 | Rest In Peace                                  | US62 (13 Wo.)US | CA39 (9 Wo.)CA | Erstveröffentlichung: 1972                                                         |
| 1973 | 16 Greatest Hits                               | US152 Platin · (9 Wo.)US | — | Erstveröffentlichung: Februar 1973                                                 |
| 1976 | The Best Of Steppenwolf – Reborn To Be Wild    | — | — | Erstveröffentlichung: 1976 ausschließlich mit Songmaterial der Jahre 1974 bis 1976 |
| 1999 | 20th Century Masters – The Best of Steppenwolf | US— GoldUS | — | Erstveröffentlichung: 20 April 1999                                                |

### Singles
| Jahr | Titel Album                                                                               | Höchstplatzierung, Gesamtwochen/‑monate, AuszeichnungChartplatzierungen (Jahr, Titel, Album, Platzierungen, Wochen/Monate, Auszeichnungen, Anmerkungen) | Höchstplatzierung, Gesamtwochen/‑monate, AuszeichnungChartplatzierungen (Jahr, Titel, Album, Platzierungen, Wochen/Monate, Auszeichnungen, Anmerkungen) | Höchstplatzierung, Gesamtwochen/‑monate, AuszeichnungChartplatzierungen (Jahr, Titel, Album, Platzierungen, Wochen/Monate, Auszeichnungen, Anmerkungen) | Höchstplatzierung, Gesamtwochen/‑monate, AuszeichnungChartplatzierungen (Jahr, Titel, Album, Platzierungen, Wochen/Monate, Auszeichnungen, Anmerkungen) | Höchstplatzierung, Gesamtwochen/‑monate, AuszeichnungChartplatzierungen (Jahr, Titel, Album, Platzierungen, Wochen/Monate, Auszeichnungen, Anmerkungen) | Anmerkungen                                                                                             |
| Jahr | Titel Album                                                                               | DE | AT | UK | US | CA | Anmerkungen                                                                                             |
| ---- | ----------------------------------------------------------------------------------------- | --- | --- | --- | --- | --- | --- |
| 1967 | A Girl I Knew Steppenwolf                                                                 | — | — | — | — | — | Erstveröffentlichung: Oktober 1967 B-Seite: The Ostrich                                                 |
| 1968 | Sookie Sookie Steppenwolf                                                                 | — | — | — | — | — | Erstveröffentlichung: 3. Februar 1968 B-Seite: Take What You Need                                       |
| 1968 | Born to Be Wild Steppenwolf                                                               | DE20 Gold · (1 Mt.)DE | AT20 (1 Mt.)AT | UK30 Platin · (9 Wo.)UK | US2 Gold · (13 Wo.)US | CA1 (11 Wo.)CA | Erstveröffentlichung: Mai 1968 B-Seite: Everybody’s next one Platz 14 der kanadischen Jahrescharts 1968 |
| 1968 | The Pusher Steppenwolf                                                                    | — | — | — | — | — | Erstveröffentlichung: 1968 B-Seite: Your Wall’s Too High, Single nur in UK veröffentlicht               |
| 1968 | Magic Carpet Ride The Second                                                              | DE11 (2 Mt.)DE | AT12 (2 Mt.)AT | UK— SilberUK | US3 Gold · (16 Wo.)US | CA1 (11 Wo.)CA | Erstveröffentlichung: 30. August 1968 B-Seite: Sookie Sookie Platz 45 der kanadischen Jahrescharts 1968 |
| 1969 | Rock Me At Your Birthday Party                                                            | — | AT20 (1 Mt.)AT | — | US10 (10 Wo.)US | CA4 (9 Wo.)CA | Erstveröffentlichung: Februar 1969 B-Seite: Jupiter’s Child Platz 90 der kanadischen Jahrescharts 1969  |
| 1969 | It’s Never Too Late At Your Birthday Party                                                | — | — | — | US51 (5 Wo.)US | CA33 (5 Wo.)CA | Erstveröffentlichung: April 1969 B-Seite: Happy Birthday                                                |
| 1969 | Move Over Monster                                                                         | DE19 (1 Mt.)DE | — | — | US31 (9 Wo.)US | CA12 (7 Wo.)CA | Erstveröffentlichung: 3. August 1969 B-Seite: Power Play                                                |
| 1969 | Monster                                                                                   | — | — | — | US39 (8 Wo.)US | CA16 (7 Wo.)CA | Erstveröffentlichung: 7. Dezember 1969 B-Seite: Berry Rides Again                                       |
| 1970 | Hey Lawdy Mama Steppenwolf Live                                                           | DE33 (½ Mt.)DE | — | — | US35 (8 Wo.)US | CA18 (7 Wo.)CA | Erstveröffentlichung: 23. April 1970 B-Seite: Twisted                                                   |
| 1970 | Screaming Night Hog Gold: Their Great Hits                                                | — | — | — | US62 (7 Wo.)US | CA52 (8 Wo.)CA | Erstveröffentlichung: 30. Juli 1970 B-Seite: Spiritual Fantasy                                          |
| 1970 | Who Needs Ya Steppenwolf 7                                                                | — | — | — | US54 (2 Wo.)US | CA28 (8 Wo.)CA | Erstveröffentlichung: 7. Oktober 1970 B-Seite: Earschplittenloudenboomer                                |
| 1971 | Snow Blind Friend Steppenwolf 7                                                           | — | — | — | US60 (7 Wo.)US | CA37 (10 Wo.)CA | Erstveröffentlichung: Januar 1971 B-Seite: Hippo Stomp                                                  |
| 1971 | Ride with Me For Ladies Only                                                              | — | — | — | US52 (8 Wo.)US | CA29 (9 Wo.)CA | Erstveröffentlichung: 27. Juni 1971 B-Seite: Black Pit                                                  |
| 1971 | For Ladies Only                                                                           | — | — | — | US64 (7 Wo.)US | — | Erstveröffentlichung: 6. Oktober 1971 B-Seite: Sparkle Eyes                                             |
| 1974 | Straight Shootin’ Woman Slow Flux                                                         | — | — | — | US29 (9 Wo.)US | CA5 (12 Wo.)CA | Erstveröffentlichung: 9. August 1974 Platz 88 der kanadischen Jahrescharts 1974                         |
| 1974 | Get Into the Wind Slow Flux                                                               | — | — | — | — | — | Erstveröffentlichung: 16. November 1974                                                                 |
| 1975 | Smokey Factory Blues Slow Flux                                                            | — | — | — | — | — | Erstveröffentlichung: 31. Januar 1975                                                                   |
| 1975 | Caroline (Are You Ready For The Outlaw World) Hour of the Wolf                            | — | — | — | — | — | Erstveröffentlichung: Juni 1975                                                                         |
| 1981 | Hot Night in a Cold Town Wolftracks                                                       | — | — | — | — | — | Erstveröffentlichung: 1981                                                                              |
| 1999 | Born To Be Wild 20th Century Masters – The Millennium Collection: The Best of Steppenwolf | — | — | UK18 (7 Wo.)UK | — | — | Erstveröffentlichung: 1999                                                                              |

## Auszeichnungen für Musikverkäufe
| Goldene Schallplatte - Dänemark - 2022: für die Single Born to Be Wild - Italien - 2018: für die Single Born to Be Wild | Platin-Schallplatte - Neuseeland - 2021: für die Single Born to Be Wild - 2024: für die Single Magic Carpet Ride - Spanien - 2024: für die Single Born to Be Wild |

Anmerkung: Auszeichnungen in Ländern aus den Charttabellen bzw. Chartboxen sind in ebendiesen zu finden.
| Land/RegionAuszeichnungen für Musikverkäufe (Land/Region, Auszeichnungen, Verkäufe, Quellen) | Silber  | Gold       | Platin     | Verkäufe  | Quellen             |
| -------------------------------------------------------------------------------------------- | ------- | ---------- | ---------- | --------- | ------------------- |
| Dänemark (IFPI)                                                                              | —       | Gold1      | —          | 45.000    | ifpi.dk             |
| Deutschland (BVMI)                                                                           | —       | Gold1      | —          | 300.000   | musikindustrie.de   |
| Italien (FIMI)                                                                               | —       | Gold1      | —          | 25.000    | fimi.it             |
| Neuseeland (RMNZ)                                                                            | —       | —          | 2× Platin2 | 60.000    | radioscope.co.nz    |
| Spanien (Promusicae)                                                                         | —       | —          | Platin1    | 60.000    | elportaldemusica.es |
| Vereinigte Staaten (RIAA)                                                                    | —       | 9× Gold9   | Platin1    | 5.500.000 | riaa.com            |
| Vereinigtes Königreich (BPI)                                                                 | Silber1 | —          | Platin1    | 600.000   | bpi.co.uk           |
| Insgesamt                                                                                    | Silber1 | 12× Gold12 | 5× Platin5 |           |                     |

## Dokumentarfilm
2024 erschien der Dokumentarfilm Born to be wild. Eine Band namens Steppenwolf (Deutschland/Kanada), Regie und Drehbuch Oliver Schwehm, 97 Minuten.